# Michail Zwet

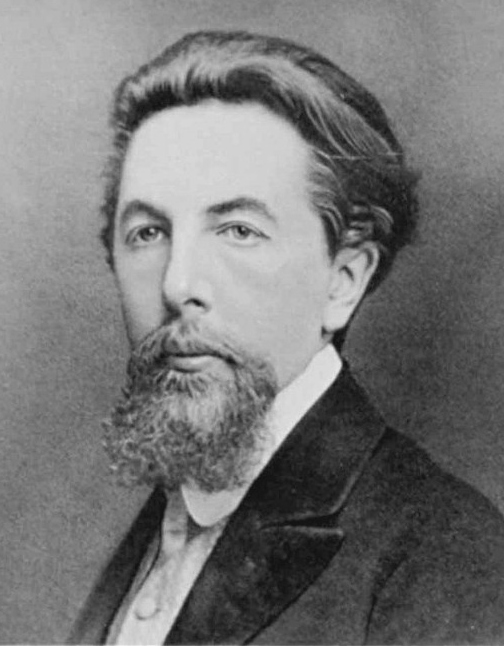
Michail Semjonowitsch Zwet

Michail Semjonowitsch Zwet (russisch Михаил Семёнович Цвет, in der Literatur meist als Tswett, aber auch als Tsvett, Tswet, Tsvet oder Cvet geschrieben; * 19. Mai 1872 in Asti, Italien; † 26. Juni 1919 in Woronesch, Russland) war ein russischer Botaniker und der Erfinder der Chromatographie.

## Lebenslauf
Zwet wurde als Sohn des Russen Semjon Zwet und der Italienerin Marie Dorroza im norditalienischen Asti geboren. Seine Mutter verstarb schon früh nach seiner Geburt, und Zwet wuchs in Genf auf. Von 1891 bis 1896 war er Student an der Universität Genf, wo er zunächst Mathematik und Physik studierte und mit dem Examen abschloss. 1893 entschloss er sich zum Studium der Botanik. Das Studium beendete er 1896 mit einer Dissertation über die Zell-Physiologie. Danach ging er nach Sankt Petersburg. Dort wurden seine Studien in der Schweiz allerdings nicht anerkannt, so dass Zwet sich die entsprechenden Grade in Russland erneut aneignen musste. In St. Petersburg wurde er dann Dozent für Pflanzenanatomie und -physiologie. 1902 ging er nach Warschau, wo er zunächst als Assistent an der Universität arbeitete. 1903 wurde er Privatdozent und 1907 Professor am Botanischen Institut des Polytechnikums in Warschau. Mit dem Ausbruch des Ersten Weltkriegs wurde die Polytechnische Hochschule Warschau nach Moskau und 1916 nach Gorki evakuiert. 1917 erhielt Zwet dann eine Professur für Botanik an der estländischen Universität Tartu, wo er zudem Direktor des botanischen Gartens wurde. Als am 23. Februar 1918 deutsche und österreichische Truppen Tartu besetzten, wurde die Universität nach Woronesch verlegt. Dort verstarb Zwet dann ein Jahr später an einer chronischen Herzerkrankung.

## Sein Werk
1903 veröffentlichte Zwet seine ersten Arbeiten über die Chromatographie. Er füllte in ein Glasrohr beispielsweise Inulin (ein Zuckergemisch) und goss darauf einen in Ligroin gelösten Chlorophyll-Extrakt. Das Gemisch ließ er im Glasrohr nach unten ablaufen und von oben goss er weiter reines Ligroin nach. Dabei trennte sich das Gemisch in das blaugrüne Chlorophyll a und in das gelbgrüne Chlorophyll b auf; die Komponenten charakterisierte er nach einer photometrischen Methode von Sorby. Über 120 verschiedene pulverförmige Adsorbentien (stationäre Phasen) testete Zwet. Neben dem Chlorophyll trennte er auch erstmals Carotin und Xanthophyll chromatographisch.

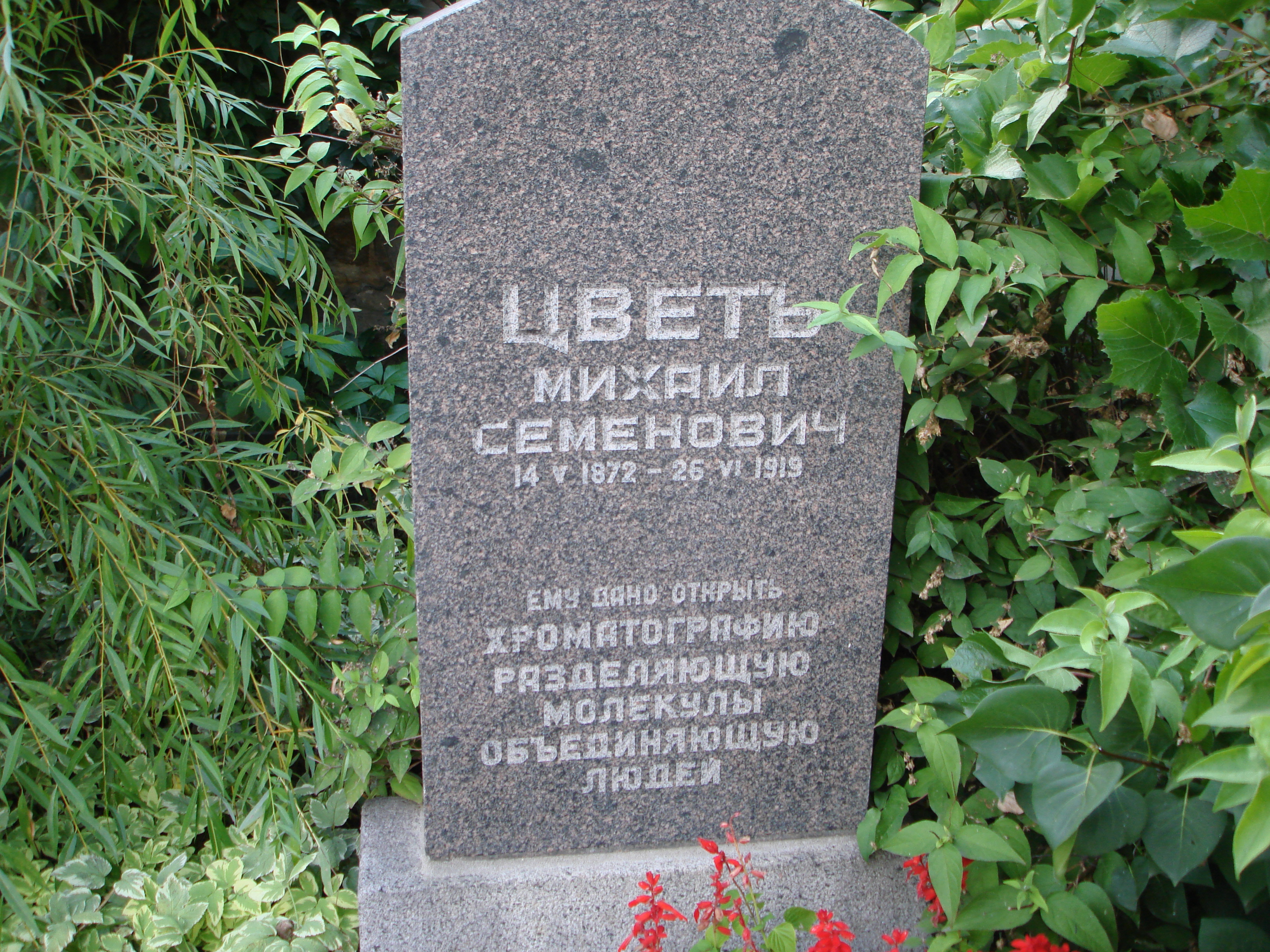
Grab von Michail Semjonowitsch Zwet mit der Inschrift: „Ihm war es gegeben die Chromatographie zu entdecken, die die Moleküle trennt und die Menschen verbindet.“

Bei einem Treffen der Biologischen Sektion der Warschauer Gesellschaft der Naturwissenschaftler präsentierte er erstmals 1903 seine Arbeitsergebnisse unter dem Titel: Über eine neue Kategorie von Adsorptionsphänomenen und ihre Anwendung auf die biochemische Analyse. Die Auftrennung des Chlorophyll-Gemisches beschreibt er dabei wie folgt:

„Zuerst fließt eine farblose, dann eine gelbe Flüssigkeit aus dem unteren Ende der Röhre, und in den oberen Schichten einer Inulinsäule formt sich ein grüner Ring, unter dem ein gelber Rand erscheint. Bei der Fortsetzung des Experimentes verbreitern sich beide Ringe, grün und gelb, beträchtlich und dehnen sich nach unten aus. Es zeigt sich die Möglichkeit, eine neue Methode der physikalischen Trennung verschiedener Substanzen zu entwickeln, die in organischen Flüssigkeiten gelöst sind. Die Methode basiert auf der Fähigkeit der gelösten Stoffe, physikalische Adsorptionsverbindungen mit verschiedenen mineralischen und festen Körpern einzugehen.“

Zwet nannte das von ihm entdeckte Verfahren Chromatographie (deutsch: „Farbschreibung“). Zufälligerweise bedeutet Zwet (Цвет) im russischen „Farbe“.
Bereits 1908 nutzte und verbesserte Richard Willstätter diese Methode für die Isolierung des Chlorophylls. Der Asteroid des inneren Hauptgürtels (2770) Tsvet ist nach ihm benannt.

## Publikationen
- M. Tsvett: Sur la Chlorophylline blue. In: Comptes rendus 131, S. 842–844 (1900), Digitalisat auf Gallica.
- M. Tsvett: Sur la pluralite des Chlorophyllines es sur las metachlorophyllines. In: Comptes rendus 132, S. 149–150 (1901), Digitalisat auf Gallica.
- M. Tswett: O novoy kategorii adsorbtsionnykh yavleny i o primenenii ikh k biokkhimicheskomu analizu. (Eine neue Kategorie von Adsorptionphänomenen und deren Anwendung für die biochemische Analyse): In: Trudy Varhavskago Obshchestva estevoispytatelei Otd Biol (Tr Warsawsk Obst Jestesv Otd Biol) 14/1903, S. 20–39.
- M. Tswett: Physikalisch-chemische Studien über das Chlorophyll. Die Adsorptionen. In: Ber. Dtsch. Botan. Ges. 24, S. 316–323 (1906), doi:10.1111/j.1438-8677.1906.tb06524.x.
- M. Tswett: Adsorptionsanalyse und chromatographische Methode. Anwendung auf die Chemie des Chlorophylls. In: Ber. Dtsch. Botan. Ges. 24, S. 384–393 (1906), doi:10.1111/j.1438-8677.1906.tb06534.x.
- M. Tswett: Über die nächsten Säurederivate der Chlorophylline. In: Ber. Dtsch. Chem. Ges. 41, S. 1352–1354 (1908), doi:10.1002/cber.190804101249.
- M. Tswett: Das sogenannte »krystallisierte Chlorophyll« - ein Gemisch. In: Ber. Dtsch. Chem. Ges. 43, S. 3139–3141 (1910), doi:10.1002/cber.19100430376.
- M. Tswett: Über die Löslichkeitsverhältnisse der Chlorophylline und eine neue Methode zur Isolierung derselben. In: Ber. Dtsch. Chem. Ges. 44, S. 1124–1127 (1911), doi:10.1002/cber.191104401166.